# Państwowe Gimnazjum im. Joachima Lelewela w Wilnie
Państwowe Gimnazjum im. Joachima Lelewela w Wilnie – polskie gimnazjum męskie o profilu matematyczno-przyrodniczym istniejące w Wilnie w latach 1915–1938. 
Powstało na bazie kursów naukowych, na które uczęszczało w 1915 roku 42 chłopców. Inicjatorem powołania do życia placówki był Kazimierz Masijewski, absolwent Uniwersytetu Piotrogrodzkiego. W kwietniu 1918 roku szkoła przeszła na własność Stowarzyszenia Nauczycielstwa Polskiego. W momencie zakończenia wojny szkołą kierował Zygmunt Fedorowicz, późniejszy wiceminister edukacji Litwy Środkowej i kurator wileńskiego okręgu szkolnego (1924-1931). Gimnazjum zostało upaństwowione 1 stycznia 1920 roku.
Kierownikiem gimnazjum do 1924 był Jan Żelski, od 1924 dyrektorem był Zygmunt Fedorowicz, do 1925 Edward Biegański.
Absolwentami Gimnazjum im. Joachima Lelewela byli między innymi Witold Pilecki, Igor Śmiałowski oraz Igor Andrejew.
Pismem z 21 czerwca 1938 Ministerstwo Wyznań Religijnych i Oświecenia Publicznego zarządziło zlikwidowanie Państwowego Gimnazjum im. Joachima Lelewela w Wilnie z dniem 30 czerwca 1938.